# Pic syriaque
Dendrocopos syriacus
Espèce
Statut de conservation UICN

 LC  : Préoccupation mineure
Répartition géographique
Synonymes
- Picus syriacus (Protonyme)
- Dendrocopus syriacus
- Dendropicos syriacus
- Picoides syriacus

Le Pic syriaque (Dendrocopos syriacus) est une espèce d'oiseaux de la famille des Picidae.

## Description
Très semblable à son cousin à la répartition plus occidentale le pic épeiche, cet oiseau arboricole s'en distingue par l'absence de bande noire en dessous de la joue blanche qui n'est ainsi pas complètement circonscrite. Les plumes sous-caudales sont également d'un rouge moins vif.
Mâle et femelle présentent un plumage contrasté typique du genre Dendrocopos. Le mâle possède une large tache rouge à la nuque, absente chez la femelle adulte. Les jeunes ont une calotte rouge plus ou moins étendue.

## Habitat
Cantonné au continent asiatique au XIXe siècle, il a depuis étendu son aire de répartition au sud-est de l'Europe, atteignant la Russie et la Biélorussie au nord, la Tchéquie et la Pologne à l'ouest. L'espèce a été mentionnée à trois reprises en Allemagne, dont la dernière en décembre 2022 à Francfort-sur-l'Oder.

## Liste des sous-espèces
Selon la classification de référence du Congrès ornithologique international (21 mars 2023) :
- Dendrocopos syriacus milleri Zarudny, 1909
- Dendrocopos syriacus syriacus (Hemprich & Ehrenberg, 1833)
- Dendrocopos syriacus transcaucasicus Buturlin, 1910